# Dmitri Vrúbel
Dmitri Vladímirovitx Vrúbel (en rus: Дмитрий Владимирович Врyбель; Moscou, 14 de juliol de 1960 - Berlín, 14 d'agost de 2022) fou un artista rus, conegut sobretot per haver realitzat els murals Mein Gott hilf mir, diese tödliche Liebe zu überleben i Danke, Andrej Sacharow, pintats el 1990 a l'East Side Gallery, sobre les restes del mur de Berlín. El primer d'ells s'inspira en una fotografia del fotògraf Regis Bossu del petó fraternal de 1979 entre els líders polítics Leonid Bréjnev i Erich Honecker, durant la celebració dels 30 anys de la República Democràtica Alemanya.
Les autoritats de Berlín li demanaren que repintés l'obra el 2009, a causa de l'erosió que patiren els murals exposats a l'aire lliure. El 2001 creà, juntament amb Viktoria Timoféyeva, un calendari amb retrats del president rus Vladímir Putin, titulat The 12 moods of Putin, que tingué un inesperat èxit de vendes com a regal nadalenc entre la societat russa.
Morí el 14 d'agost de 2022 a Berlín, als 62 anys, per causa de complicacions de la COVID-19.